# سفارت اوگاندا در واشینگتن
سفارت اوگاندا در واشینگتن (به انگلیسی: Embassy of Uganda) یک منطقهٔ مسکونی و نمایندگی سیاسی این کشور در ایالات متحده آمریکا است که در واشینگتن، دی.سی. واقع شده‌است.